# 北海道道528号蕗の台朱鞠内停車場線
北海道道528号蕗の台朱鞠内停車場線（ほっかいどうどう528ごう ふきのだいしゅまりないていしゃじょうせん）は、北海道雨竜郡幌加内町内を結ぶ一般道道（北海道道）である。通年通行止め区間がある。

## 概要
北海道道688号名寄遠別線との交点から雨竜第二ダムまでの約13キロメートルにわたる区間が未舗装となっている。この未舗装区間は林道そのものであり、道中に道道を示す道路標識が存在しない。また、未舗装区間は、崖崩れにより通年通行止めとなっている。

廃止されたJR北海道深名線が未舗装区間に沿うルートで走っていたが、道道周辺に人家はまったくない。

### 路線データ
- 起点：北海道雨竜郡幌加内町字蕗の台（北海道道688号名寄遠別線交点）
- 終点：北海道雨竜郡幌加内町字朱鞠内（旧JR北海道 深名線 朱鞠内駅跡）
- 総延長：16.961 km
- 実延長：16.654 km
- 重用延長：0.307 km
- 未舗装延長：11.158 km

### 道路管理者
- 上川総合振興局 旭川建設管理部 事業課

## 歴史
- 1966年（昭和41年）3月31日 - 路線認定[1]。
- 1995年（平成7年）9月4日 - 深名線の廃線に伴い、朱鞠内駅は廃駅となる。

## 路線状況

### 重複区間
- 国道275号（幌加内町字朱鞠内）

### 通年交通規制（通行止め）
- 幌加内町字蕗の台6780（起点） - 幌加内町字朱鞠内（朱鞠内ゲート）
区間延長：12.8 km

### 道路施設

#### 常設型ゲート
- 朱鞠内ゲート（幌加内町字朱鞠内）

## 地理
旧称朱鞠内林道。朱鞠内湖の北岸から西岸を走る道道であるが、西岸区間では林に囲まれて朱鞠内湖の展望がまったく利かない。

### 通過する自治体
- 上川総合振興局
  - 雨竜郡幌加内町

### 交差する道路
幌加内町
- 北海道道688号名寄遠別線 - 字蕗の台（起点）
- 国道275号 - 字朱鞠内（重複）

### 沿線にある施設など
幌加内町
- 朱鞠内湖